# Marcin Żal
 Marcin Żal  – generał brygady Wojska Polskiego; od 1 grudnia 2016 szef Wojewódzkiego Sztabu Wojskowego w Krakowie; od 1 sierpnia 2023 szef pionu – zastępca szefa sztabu ds. planowania w Dowództwie Operacyjnym RSZ.

## Przebieg służby wojskowej
Marcin Żal podjął studia wojskowe jako podchorąży na Wydziale Cybernetyki w Wojskowej Akademii Technicznej, które ukończył w 1997. Po ukończeniu studiów służbę zawodową rozpoczął na stanowisku szefa sekcji informatyki w Wojewódzkim Sztabie Wojskowym – Regionalnym Sztabie Wojskowym w Rzeszowie. W 2000 ukończył podyplomowe studia z zakresu inżynierii oprogramowania na Uniwersytecie Jagiellońskim. W 2002 objął funkcję oficera sekcji poboru i uzupełnień w Wojewódzkim Sztabie Wojskowym w Rzeszowie. Następnie sprawował obowiązki służbowe na stanowisku zastępcy komendanta Wojskowej Komendy Uzupełnień w Rzeszowie. W 2009 ukończył studia podyplomowe na Uniwersytecie Rzeszowskim na kierunku zarządzanie zasobami ludzkimi. W 2012 został mianowany na stopień podpułkownika i wyznaczony na stanowisko komendanta Wojskowej Komendy Uzupełnień w Rzeszowie. 27 stycznia 2014 jako komendant Wojskowej Komendy Uzupełnień w Rzeszowie był organizatorem uroczystości, gdzie w obecności Szefa Wojewódzkiego Sztabu Wojskowego płk dypl. Zbigniewa Winiarskiego i dowódcy 21 BSP płk Wojciecha Kucharskiego dokonano wręczenia odznaczeń Gwiazd Iraku oraz wręczenie aktów mianowań na wyższe stopnie wojskowe. Współpracował w Rzeszowie z dowódcą 3 Brygady Obrony Terytorialnej w jej formowaniu. 
1 grudnia 2016 w siedzibie Ministerstwa Obrony Narodowej w Warszawie minister obrony narodowej Antoni Macierewicz wręczył mu decyzję o wyznaczeniu na nowe stanowisko służbowe. W grudniu 2016 objął stanowisko szefa Wojewódzkiego Sztabu Wojskowego w Krakowie. Od 2020 członek Rady Społecznej Małopolskiego Oddziału Wojewódzkiego Narodowego Funduszu Zdrowia. Od 2021 zastępca przewodniczącego Rady Społecznej 5 Wojskowego Szpitala Klinicznego z Polikliniką w Krakowie. 22 października 2021 w Tarnowie był organizatorem wraz z Krakowskim IPN uroczystości z okazji święta terenowych organów administracji wojskowej, gdzie w obecności m.in. zastępcy szefa Kancelarii Prezydenta RP Piotra Ćwika wręczono odznaczenia i medale pamiątkowe. Współpracował w Krakowie z dowódcą 11 Brygady Obrony Terytorialnej w jej formowaniu. Był koordynatorem użycia Sił Zbrojnych RP w ramach ustawy o zarządzaniu kryzysowym w czasie powodzi w województwie małopolskim. 23 kwietnia 2022 wyznaczony został na stanowisko szefa Centralnego Wojskowego Centrum Rekrutacji Ośrodka Zamiejscowego w Krakowie.
W 2021 roku pełniąc obowiązki szefa Wojewódzkiego Sztabu Wojskowego w Krakowie został skierowany na Podyplomowe Studia Polityki Obronnej w Akademii Sztuki Wojennej, w której także ukończył kursy związane z administracją wojskową oraz zarządzaniem zasobami rezerw osobowych. 1 sierpnia 2023 minister obrony narodowej Mariusz Błaszczak wyznaczył go na stanowisko szefa pionu – zastępcy szefa sztabu ds. planowania w Dowództwie Operacyjnym RSZ. W okresie swojej służby, przed skierowaniem do Dowództwa Operacyjnego RSZ oraz przed awansem na generała brygady, pełnił zawodową służbę tylko na stanowiskach w administracji wojskowej. 14 sierpnia 2023 prezydent RP Andrzej Duda mianował go na stopień generała brygady. 18 sierpnia 2023 przekazał obowiązki szefa Ośrodka Zamiejscowego w Krakowie Centralnego Wojskowego Centrum Rekrutacji dla swojego zastępcy ppłk Zbigniewa Pustułki, po czym objął nowe stanowisko służbowe w Dowództwie Operacyjnym Rodzajów Sił Zbrojnych. W 2023 roku obronił pracę doktorską na Wydziale Medycznym Uniwersytetu Rzeszowskiego w dziedzinie nauk o zdrowiu – temat dysertacji „Stan zdrowia 19–letnich mężczyzn kwalifikowanych do czynnej służby wojskowej w latach 1985 – 2017 w województwie małopolskim”. W dniu 31 stycznia 2025 zakończył zawodową służbę wojskową. 

## Awanse
- podporucznik – 1996[1]

(...)
- generał brygady – 14 sierpnia 2023[13]

## Ordery, odznaczenia i wyróżnienia
Podczas służby wojskowej był m.in. odznaczony, wyróżniony:
- Wojskowy Krzyż Zasługi[14]
- Medal Stulecia Odzyskanej Niepodległości
- Złoty Medal „Za zasługi dla obronności kraju”
- Srebrny Medal „Siły Zbrojne w Służbie Ojczyzny”
- Złota odznaka tytułu honorowego „Zasłużony Żołnierz RP” I stopnia[15]
- Złoty Medal za Zasługi dla Policji
- Srebrny Medal „Za Zasługi dla Straży Granicznej”
- Brązowy Medal „Za Zasługi dla Pożarnictwa”
- Medal „Pro Patria”
- Odznaka Honorowa Wojsk Lądowych
- Odznaka pamiątkowa Wojewódzkiego Sztabu Wojskowego w Krakowie – 2016 (ex officio)

i inne